# Garcinia morella
Garcinia morella är en tvåhjärtbladig växtart som först beskrevs av Joseph Gaertner, och fick sitt nu gällande namn av Louis Auguste Joseph Desrousseaux. Garcinia morella ingår i släktet Garcinia och familjen Clusiaceae. Inga underarter finns listade i Catalogue of Life.